# Сельское поселение «Деревня Савино»
Сельское поселение «Деревня Савино» — муниципальное образование в составе Мосальского района Калужской области России.
Центр — деревня Савино.

## Население
| 2010 | 2012 | 2013 | 2014 | 2015 | 2016 | 2017 |
| ---- | ---- | ---- | ---- | ---- | ---- | ---- |
| 406  | ↘398 | ↗399 | ↘394 | ↗398 | ↗399 | ↗425 |
| 2018 | 2019 | 2020 | 2021 |      |      |      |
| ↗434 | ↘417 | ↗423 | ↗465 |      |      |      |

## Состав
В поселение входят 9 населённых мест:
- деревня Савино
- деревня Зубово
- село Ивонино
- деревня Кошелево
- деревня Пышкино
- деревня Родня
- деревня Сельцо-Кольцово
- деревня Харинки
- деревня Хотибино